# Martina Feusi
Pour les articles homonymes, voir Feusi.
Martina Feusi (née le 17 juin 1974) est une bobeuse suisse. Elle participe à la compétition de bobsleigh à quatre féminin avec Maya Bamert lors des Jeux olympiques d'hiver de 2006 de Turin.